# پیا گرایتن
پیا گرایتن (آلمانی: Pia Greiten؛ زادهٔ ۱۸ فوریه ۱۹۹۷) قایقران روئینگ زن اهل آلمان است.
وی در مسابقات کشوری و بین‌المللی در مجموع برندهٔ ۲ مدال برنز شده است.